# Слоун (Ајова)
Слоун (енгл. Sloan) град је у америчкој савезној држави Ајова. По попису становништва из 2010. у њему је живело 973 становника.

## Демографија
Према попису становништва из 2010. у граду је живело 973 становника, што је -59 (-5.7%) становника више него 2000. године.
| Група             | 2000.       | 2010.       |
| Белци             | 998 (96,7%) | 930 (95,6%) |
| Афроамериканци    | 1 (0,1%)    | 0 (0,0%)    |
| Азијати           | 3 (0,3%)    | 1 (0,1%)    |
| Хиспаноамериканци | 9 (0,9%)    | 18 (1,8%)   |
| Укупно            | 1.032       | 973         |